# Île Catherine
L'île Catherine est une île inhabitée située dans le lagon à l'ouest de Rodrigues, une dépendance de la république de Maurice dans l'océan Indien.